# Aipaloovik
In de Inuit-mythologie is Aipaloovik een slechte zeegod, geassocieerd met de dood en vernietiging. Hij is de tegenpool van Anguta, en een gevaar voor vissers en anderen die de zee opgaan. Anguta is een welwillende geest die de doden verzamelt en begeleidt naar het hiernamaals. Dit is het natuurlijke einde van het bestaan, Anguta is er niet op gericht de dood te veroorzaken. Aipaloovik heeft echter slechte bedoelingen, hij veroorzaakt dood en verderf, door middel van stormen of andere natuurkrachten.